# Jeanne Geneviève Garnerin

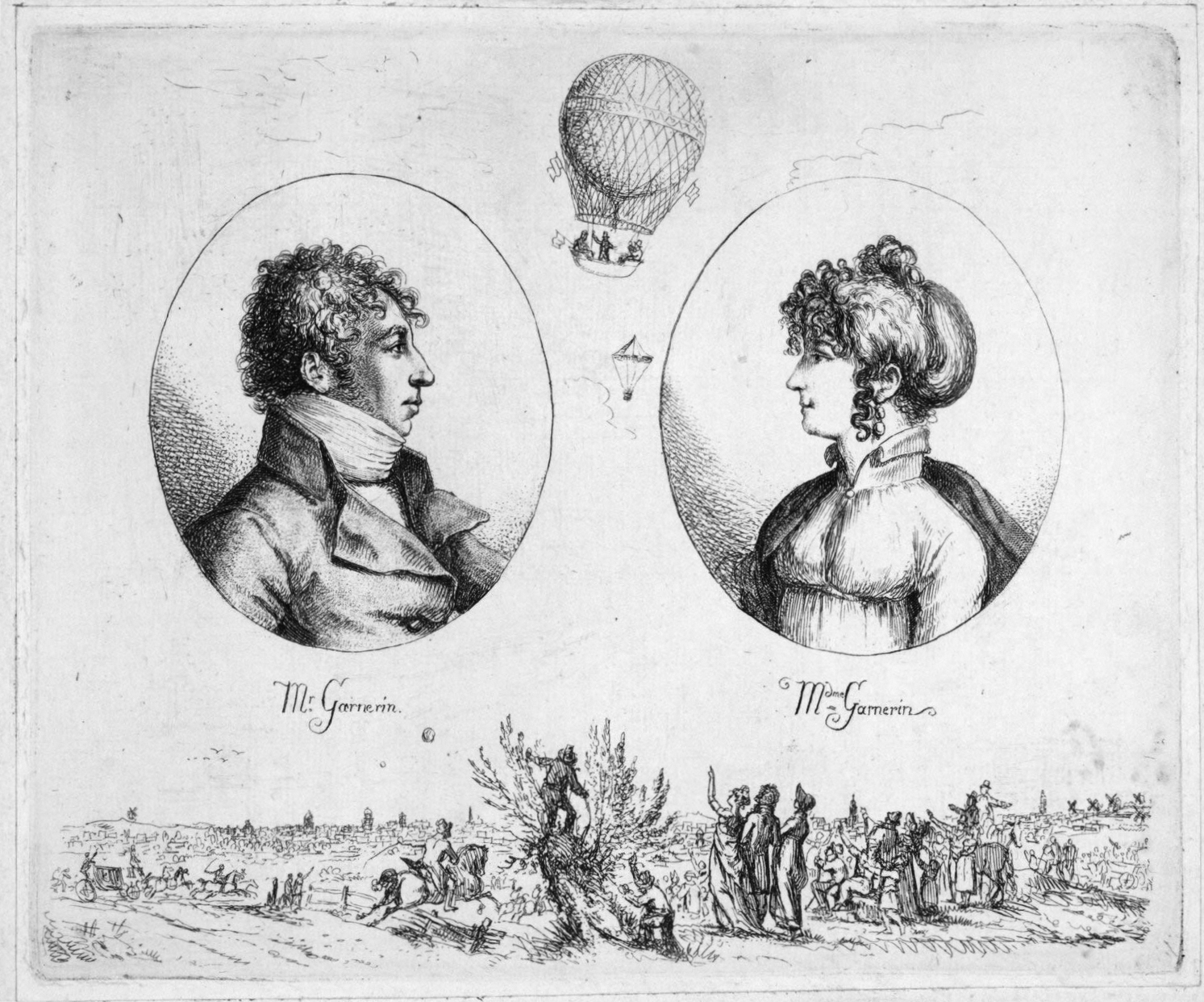
Monsieur và Madame Garnerin (Christoph Haller von Hallerstein, c. 1803)

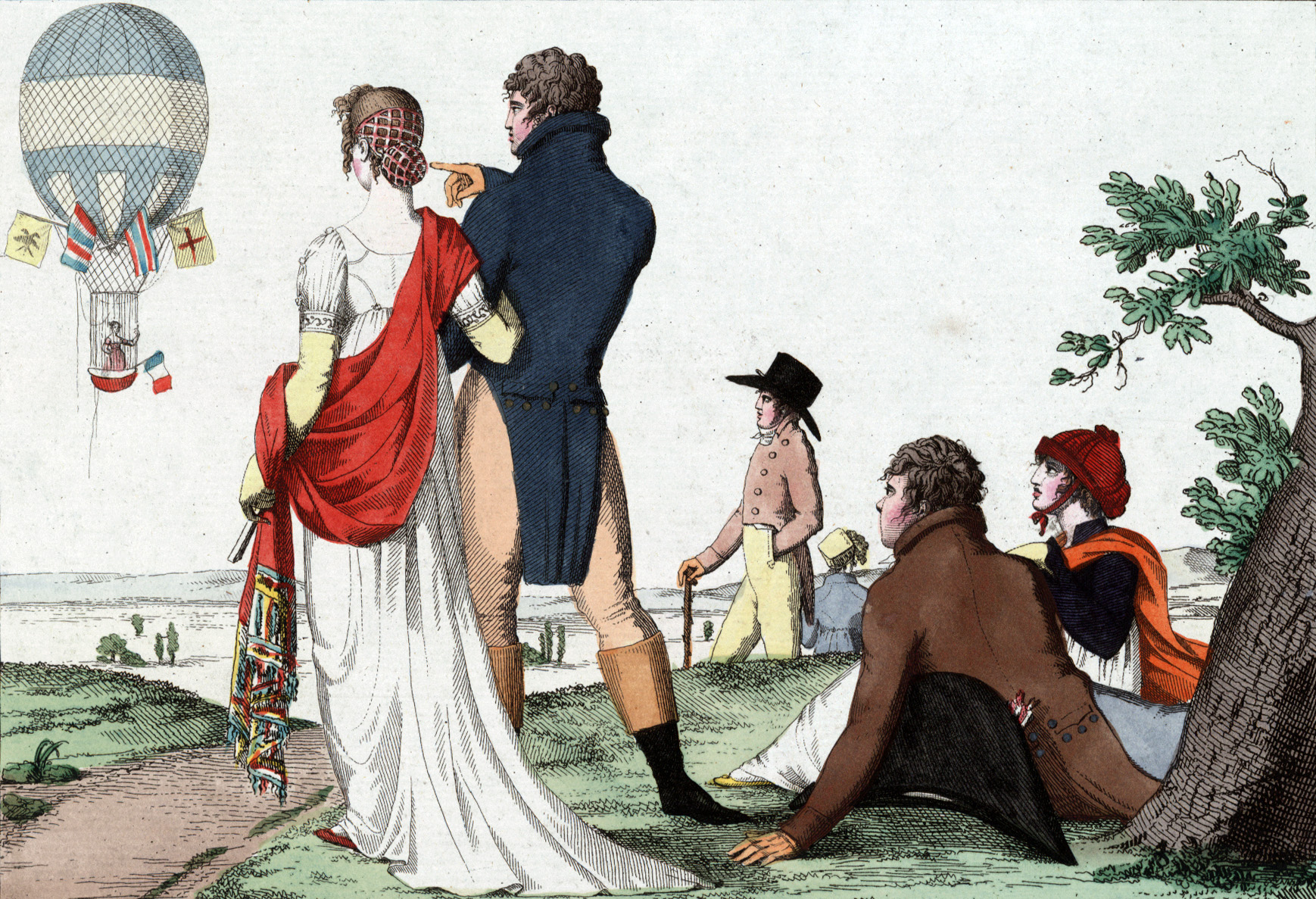
Chuyến bay khinh khí cầu từ sớm. Khán giả xem phi công khinh khí cầu người Pháp Jeanne Geneviève Garnerin (sinh năm 1779) bay trên khinh khí cầu vào ngày 28 tháng 3 năm 1802. Vài năm trước đó, Garnerin là người phụ nữ đầu tiên bay lên khinh khí cầu mà không có nam phi công. Tác phẩm nghệ thuật được xuất bản vào những năm 1870 trên một tạp chí thời trang lịch sử của Paris.

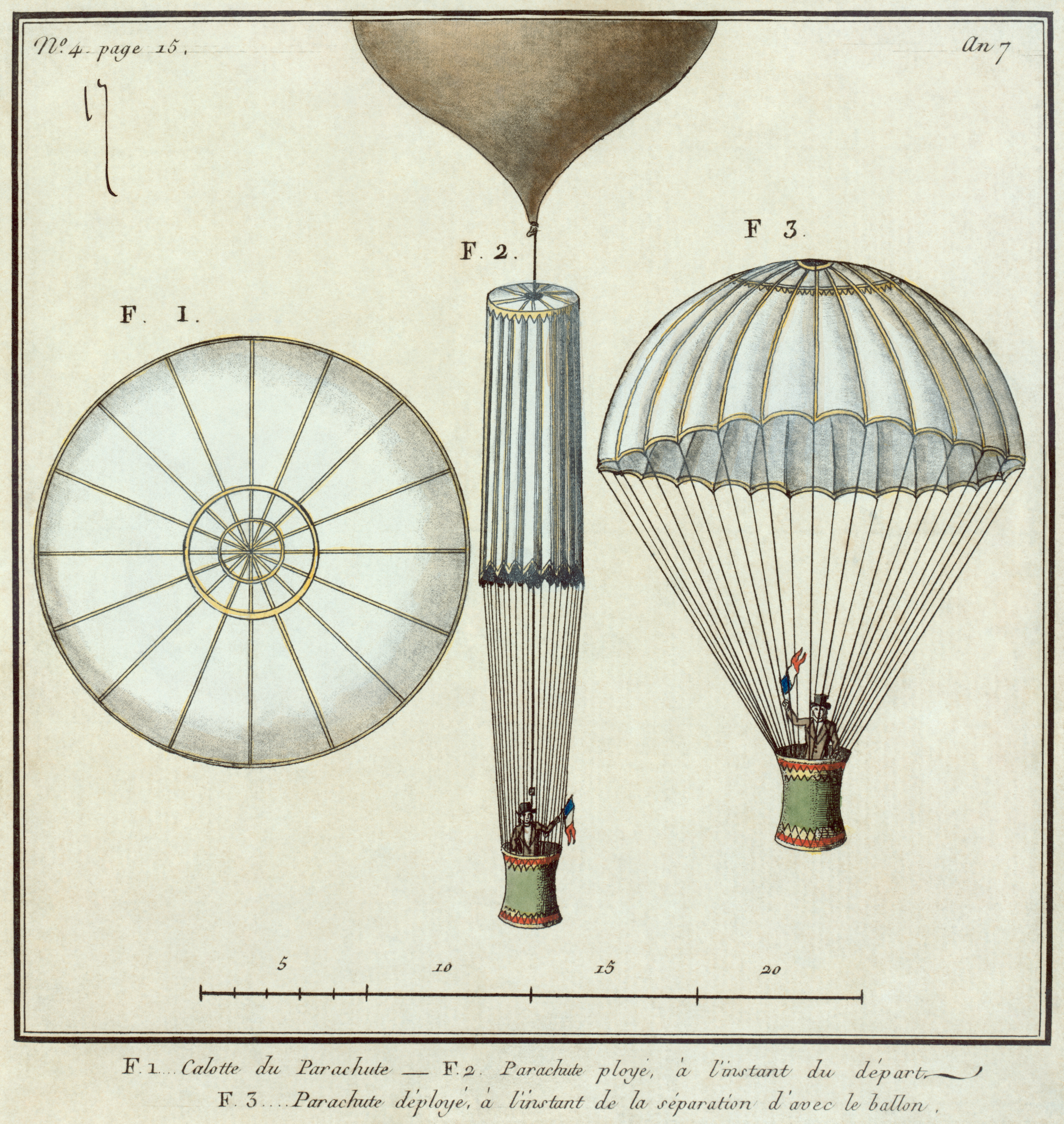
Sơ đồ mô tả chiếc dù đầu tiên của Garnerin được sử dụng trong chuyến bay đến Parc Monceau vào ngày 22 tháng 10 năm 1797. Hình minh họa có từ đầu thế kỷ XIX.

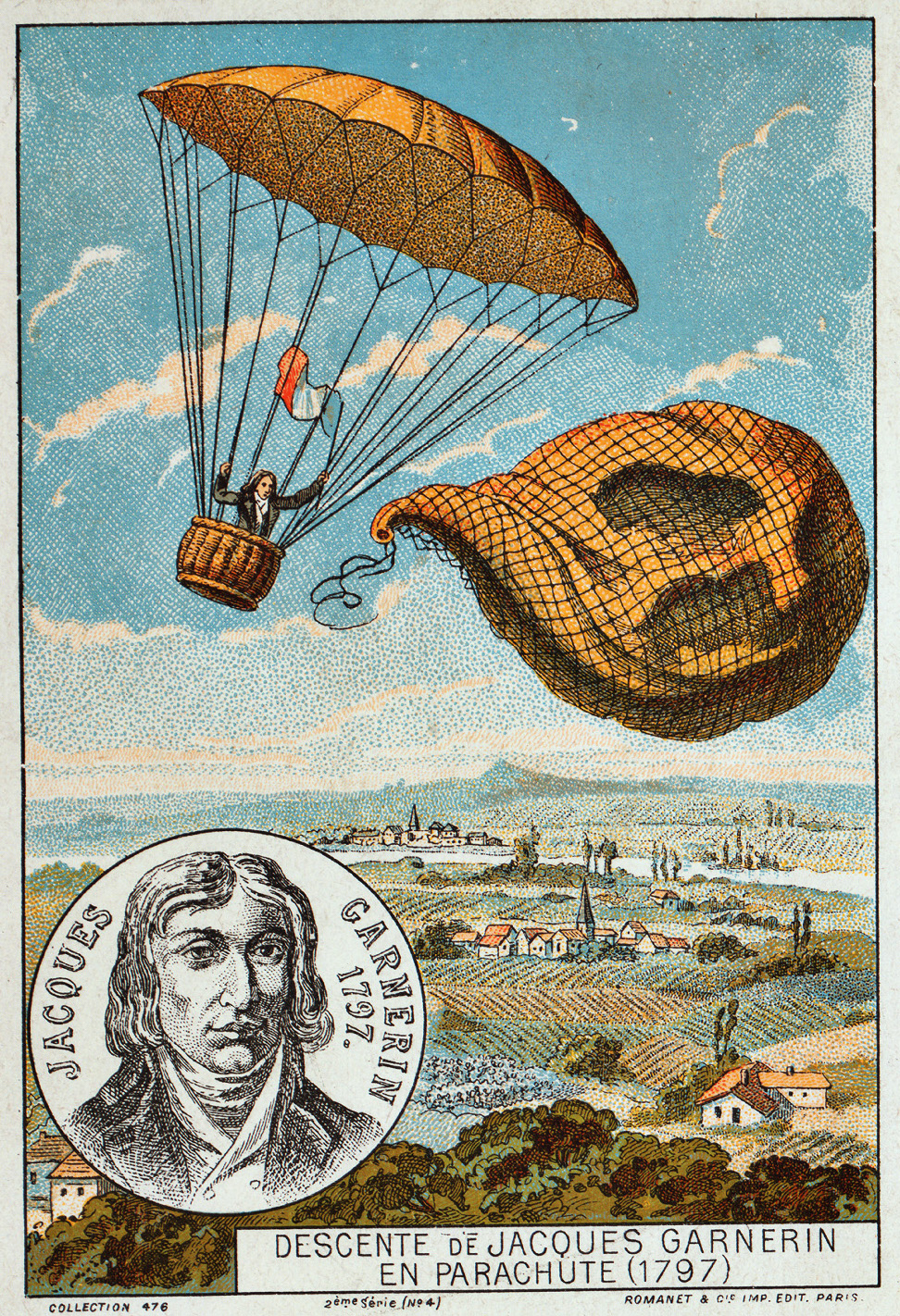
Garnerin thả khinh khí cầu và hạ xuống với sự trợ giúp của một chiếc dù, năm 1797. Hình minh họa từ cuối thế kỷ 19.

Jeanne Geneviève Garnerin (nhũ danh Labrosse, ngày 7 tháng 3 năm 1775-14 tháng 6 năm 1847) là một phi công khinh khí cầu và nhà nhảy dù người Pháp. Cô là người phụ nữ đầu tiên bay một mình và là người phụ nữ đầu tiên nhảy dù xuống (trên một chiếc gondola), từ độ cao 900 mét (3.000 ft) vào ngày 12 tháng 10 năm 1799.
Labrosse bay lần đầu tiên vào ngày 10 tháng 11 năm 1798, là một trong những người phụ nữ bay trên khinh khí cầu đầu tiên. Cô là vợ của André-Jacques Garnerin, một nhà nghiên cứu khinh khí cầu và là người phát minh ra chiếc dù không khung.

## Tiểu sử
Jeanne Labrosse là một trong những người ở trong đám đông đã xem chuyến bay khinh khí cầu đầu tiên của André-Jacques Garnerin và xem ông nhảy dù xuống tại Parc Monceau, Paris vào ngày 22 tháng 10 năm 1797. Cô làm quen với ông, trở thành học trò và bay cùng ông vào ngày 10 tháng 11 năm 1798, tại Parc Monceau. Đôi khi Labrosse được mô tả là người phụ nữ đầu tiên trên thế giới bay trên khinh khí cầu mặc dù Élisabeth Thible đã thực hiện chuyến bay tự do vào năm 1784, và Citoyenne Henri bay cùng Garnerin vào ngày 8 tháng 7 năm 1798, bốn tháng trước đó.
Vào ngày 12 tháng 10 năm 1799, Labrosse lên một chiếc gondola bằng khinh khí cầu trước khi tháo khí cầu và rơi xuống cùng chiếc gondola bằng dù, từ độ cao 900 mét. Khi làm điều này, cô đã trở thành người phụ nữ đầu tiên nhảy dù. Cô tiếp tục hoàn thành nhiều chuyến bay và nhảy dù ở các thị trấn trên khắp nước Pháp và châu Âu.

### Bằng sáng chế cho chiếc dù
Vào ngày 11 tháng 10 năm 1802, cô thay mặt chồng nộp đơn xin cấp bằng sáng chế cho: "một thiết bị gọi là dù, nhằm mục đích làm chậm sự rơi của giỏ khinh khí cầu sau khi khinh khí cầu nổ. Những cơ quan quan trọng của thiết bị này là một nắp vải đỡ giỏ và một vòng tròn bằng gỗ bên dưới và bên ngoài của chiếc dù, và được sử dụng để giữ nó mở khi leo lên: nó phải thực hiện nhiệm vụ của mình tại thời điểm tách khỏi khí cầu, bằng cách duy trì một hàng cột không khí."

## Lưu diễn tại Anh
André-Jacques Garnerin giữ nhiệm vụ Phi công Chính thức của Pháp và được biết đến một cách không chính thức với danh hiệu aérostatier des fêtes publiques, vì vậy cặp đôi đã đến thăm Anh vào năm 1802 trong thời kỳ Hiệp ước Amiens. Họ đã hoàn thành một số chuyến bay trình diễn, bao gồm chuyến bay đầu tiên của ông ấy đi lên từ Volunteer Ground ở Phố North Audley, Quảng trường Grosvenor và một chuyến nhảy dù xuống cánh đồng gần St Pancras. Điều này đã làm phát sinh ra đoạn thơ phổ biến ở Anh:
Bold Garnerin went up
Which increased his Repute
And came safe to earth
In his Grand Parachute.
Jeanne Garnerin đi cùng ông trong chuyến bay thứ ba qua London. Một trong các chuyến nhảy dù của cô ước tính từ độ cao 8.000 feet (2.438 m). Khi chiến tranh giữa Pháp và Anh lại tiếp diễn vào năm 1803, cặp đôi buộc phải rời Anh và trở về Pháp, nơi cô tiếp tục thực hiện các chuyến bay và những chuyến du lịch.

## Cuộc sống gia đình
Chồng của Garnerin qua đời vào năm 1823. Về sau, Garnerin gặp được nữ anh hùng Pháp Marie-Thérèse Figueur, Madame Sans-gen, người đã chiến đấu trong cuộc cách mạng Pháp và chiến tranh Napoleon; có thông tin cho biết hai người đã cùng nhau mở một nhà hàng.
Cháu gái của Garnerin, Élisa (Elizabeth), (sinh năm 1791), học bay khinh khí cầu năm 15 tuổi, và thực hiện 39 lần nhảy dù chuyên nghiệp từ năm 1815 đến năm 1836 ở Ý, Tây Ban Nha, Nga, Đức và Pháp.

## Tưởng niệm
Vào ngày 17 tháng 10 năm 2006, con đường Jeanne Garnerin ở Wissous, Pháp, được đặt tên để vinh danh bà.